# Molenrij
Molenrij (Gronings: Rieg) is een dorpje in de gemeente Het Hogeland in de Nederlandse provincie Groningen, iets ten oosten van het grotere dorp Kloosterburen. Molenrij telde in 2016 volgens het CBS 130 inwoners.

## Geschiedenis
Het dorp ligt op een kwelderwal aan het Molenrijgstermaar. De kwelderwal werd later verhoogd tot een dijk, die na de aanleg van latere dijken weer werd afgegraven.
Het dorp is ontstaan rond een tweetal molens die hier stonden nabij de maar. Molenrij vormde vroeger een laad- en losplaats voor agrarische producten uit omtrek. De huidige Hoofdstraat vormde lange tijd een grindweg, die in 1875 werd voorzien van klinkers. In het dorp bevond zich vroeger een cichorei- en mosterdfabriek (bekend van de Marnemosterd) aan het einde van het huidige Mosterdpad. Verder bevond zich er onder andere een leerlooierij.
Het haventje van Molenrij en de aangelegen arbeidershuisjes stond vroeger lokaal ook wel bekend als Balkan, als referentie aan de vele conflicten die bewoners (met uitgebreide gezinnen) onderling hadden over de beperkte ruimtes bij de kleine huisjes. Tegenwoordig is het een recreantenhaven die alleen nog dient voor de pleziervaart. Tot in de jaren 1970 waren er echter ook enkele graanhandelaren en scheepsbouwers gevestigd in de haven van Molenrij.
Het woord rij of rijge duidt op een rij huizen. De aanduiding komt wel in meerdere Groningse plaatsnamen voor. In dit geval duidt het waarschijnlijk op een rij huizen nabij een molen. De eerste vermelding vond namelijk plaats in de 18e eeuw, toen er nog maar 1 molen stond.

## Molens
Molenrij heeft in de 19e eeuw twee molens gehad. De eerste molen was een roggemolen die voor het eerst wordt genoemd in 1543 en enkele honderden meters ten oosten van de maar stond. In 1628 was dit een standerdmolen, die in 1789 werd vervangen door een kleine molen met een zeskant. In 1889 werd deze molen weer vervangen door een achtkante stellingmolen uit Veendam met de naam Windlust. Deze molen was vanaf 1901 ook in gebruik als pelmolen. In 1955 brandde de molen af. Een tweede molen werd in 1818 ten westen van de maar gebouwd als pelmolen. Vanaf 1859 werd de molen ingericht als korenmolen. In 1901 werd de molen afgebroken. Van de molens is er geen over. Eind jaren 1980 wilde een stichting bij het dorp een 'molenpark' bouwen met 8 tot 10 molens. Na bezwaren van omwonenden werd dit teruggebracht tot 4. In 1989 werden materialen aangevoerd voor de bouw van de eerste molen. De fondsen bleken uiteindelijk echter niet toereikend en het plan verdween van tafel.

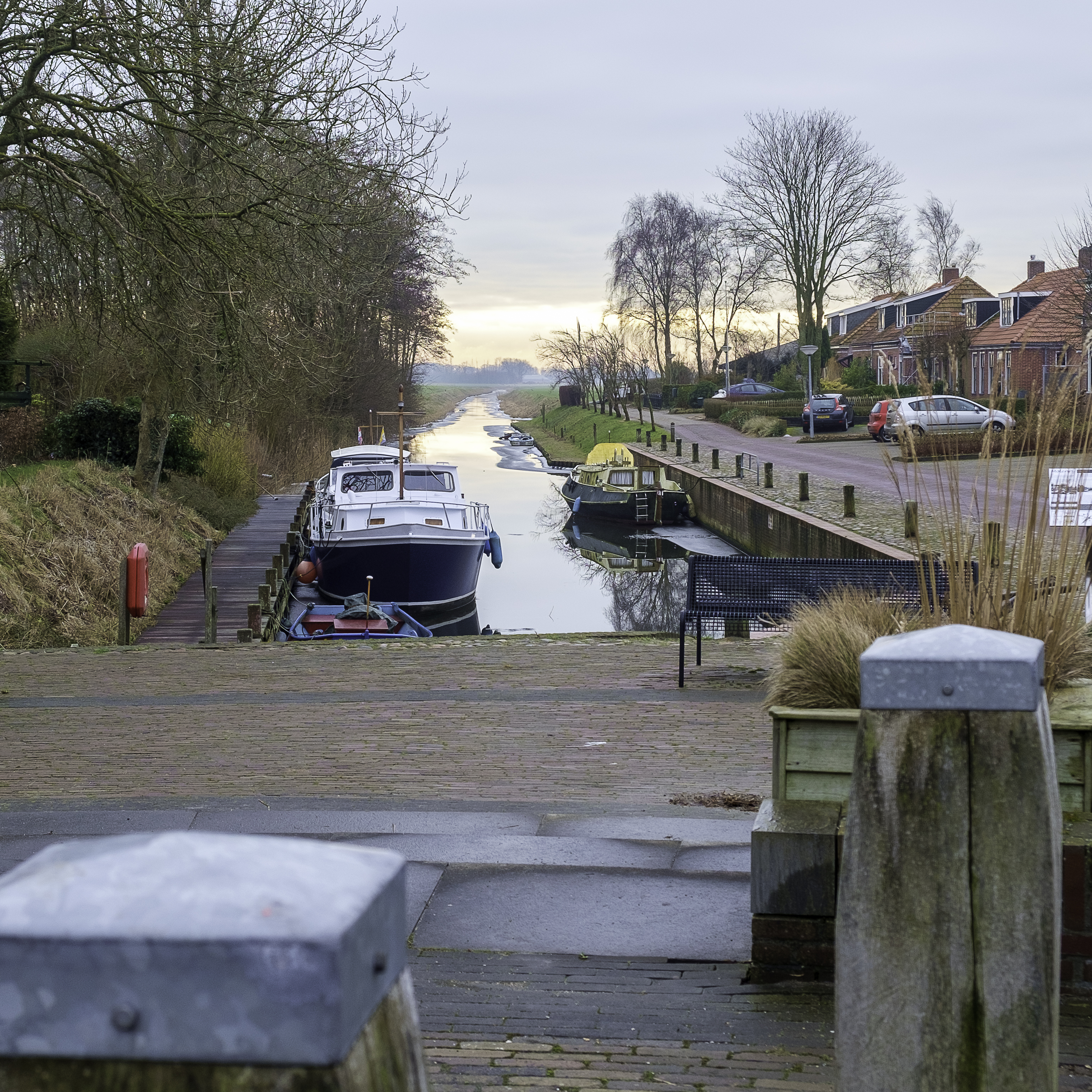
haventje van Molenrij

Hoofdplaats: Uithuizen

Dorpen: Adorp · Den Andel · Baflo · Bedum · Eenrum · Eppenhuizen · Hornhuizen · Houwerzijl · Kantens · Kloosterburen · 't Lage van de Weg · Lauwersoog · Leens · Leenstertillen · Lutjewolde · Mensingeweer · Molenrij · Niekerk · Noordwolde · Oldenzijl · Onderdendam · Onderwierum · Oosteinde · Oosternieland · Pieterburen · Rasquert · Rodewolt · Roodeschool · Rottum · Saaxumhuizen · Sauwerd · Startenhuizen (deels) · Stitswerd · Tinallinge · Uithuizermeeden · Ulrum · Usquert · Vliedorp · Vierhuizen · Warffum · Warfhuizen · Wehe-den Hoorn · Westerdijkshorn · Westernieland · Wetsinge · Winsum · Zandeweer · Zoutkamp · Zuidwolde · Zuurdijk

Buurtschappen, gehuchten, wierden en buurten: 1e Nijhoezen · 2e Nijhoezen · 't Aagt · Abbeweer · Alinghuizen · Arwerd · Barnegaten · Bellingeweer · Bethlehem · Beusum · Bokum · Breede · Broek · Het Bultje · De Dingen · De Raken · De Vennen · Den Haver · Deikum · Doodstil · Douwen · Duisterwinkel · Eelswerd · Eemshaven · Elens · Ellerhuizen · Ernstheem · Ewer · Grijssloot · Groot Maarslag · Groot Wetsinge · De Haar · Hammeland · Den Hander · Harssens · Hefswal · Hekkum · Helwerd · Heuvelderij · Hiddingezijl · Holwinde · De Hoogte · De Horn · De Houw · 't Houweel · De Hucht · Kaakhorn · Katershorn · Kattenburg · Klei · Kleine Huisjes · Klein Garnwerd · Klein Maarslag · Klein Wetsinge · Kolham · Koningslaagte · Koningsoord · De Knijp · Kruisweg · Lutje Marne · Lutke Saaxum · Maarhuizen · (Marnehuizen) · Menkeweer · Menneweer · Midhalm · Midhuizen · Mollenhuizen · Nijenklooster · Noordpolder · Noordpolderzijl · Obergum · Oldenzijl · Oldorp · Oosterhorn · Oosterhuizen (Eenrum) · Oosterhuizen (Zuidwolde) · Oudedijk · Oudeschip · Paapstil · Panser · Plattenburg · Polen · Ranum · Reidland · Roodehaan · Schapehals · Schaphalsterzijl · Schilligeham · Schouwen · Schouwerzijl · Sint Annerhuisjes · 't Stort · De Streek · Takkebos · Ter Laan · Tijum · Valcum · Valom · Wadwerd · Walsweer · Westerhorn (De Marne) · Westerhorn (Hogeland) · Westerklooster · Westpolder · Wierhuizen · Wierum · 't Wildeveld · Willemsstreek · Zevenhuizen